# Místní hnutí nezávislých za harmonický rozvoj obcí a měst
Místní hnutí nezávislých za harmonický rozvoj obcí a měst (zkratka MÍSTNÍ HNHRM) je české politické hnutí, vzniklé původně jako regionální uskupení v severních Čechách, zejména na Šluknovsku. Hnutí bylo registrováno ministerstvem vnitra dne 5. srpna 1998.

## Historie
Iniciátorem vzniku hnutí byl bývalý předseda oblastního sdružení ODS Šluknovsko Vladimír Bartoň, který byl nespokojený s tím, jak místní ODS zastupovala zájmy občanů. Předsedou MHNHRM byl v letech 2001–2003, znovu pak v letech 2007–2021.
Hnutí se od ledna 2001 do září 2019 jmenovalo Hnutí nezávislých za harmonický rozvoj obcí a měst (zkratka HNHRM). Dne 30. září 2019 si hnutí změnilo svůj název na Místní hnutí nezávislých za harmonický rozvoj obcí a měst, užívalo však stále zkratku HNHRM. Ke změně zkratky na MHNHRM došlo až v dubnu 2022. Dne 4. dubna 2024 byla zkratka hnutí změněna na MÍSTNÍ HNHRM.

## Účast ve volbách

### Senátní volby

#### 2002
Ve volbách do Senátu PČR v roce 2002 za hnutí kandidoval v obvodu č. 33 – Děčín starosta Jiřetína pod Jedlovou Josef Zoser. V prvním kole získal 20,53 % hlasů a postoupil do druhého kola. V něm porazil poměrem hlasů 59,15 % : 40,84 % kandidátku ČSSD Annu Briestenskou. Stal se tak senátorem.

#### 2004
Ve volbách do Senátu PČR v roce 2004 kandidoval s podporou HNHRM v obvodu č. 70 – Ostrava-město bývalý poslanec Jaroslav Broulík. V prvním kole získal 0,62 % hlasů, a nepostoupil tak do druhého kola.

#### 2006
Ve volbách do Senátu PČR v roce 2006 kandidoval za HNHRM v obvodu č. 2 – Sokolov starosta Chodova Josef Hora. V prvním kole získal 18,13 % hlasů a skončil třetí.

#### 2008
Ve volbách do Senátu PČR v roce 2008 obhajoval za HNHRM mandát senátora Josef Zoser v obvodu č. 33 – Děčín. V prvním kole získal 21,32 % hlasů a těsně nepostoupil do druhého kola.

#### 2014
Ve volbách do Senátu PČR v roce 2014 kandidoval s podporou KDU-ČSL, Zelených, ProKraj a HNHRM bývalý senátor Josef Zoser v obvodu č. 33 – Děčín. V prvním kole získal 10,28 % hlasů a skončil čtvrtý.

#### 2022
Ve volbách do Senátu PČR v roce 2022 MHNHRM (nová zkratka HNHRM od roku 2022) podporovalo spolu s hnutími KVC a VOK kandidaturu starosty Hroznětína Martina Malečka v obvodu č. 1 – Karlovy Vary. Maleček získal v prvním kole 13,1 % hlasů a skončil třetí.

#### 2024
Ve volbách do Senátu PČR v roce 2024 kandidoval v obvodu č. 2 – Sokolov starosta Horního Slavkova Alexandr Terek. Získal 3,69 % hlasů a skončil pátý.

### Krajské volby

#### 2004
V krajských volbách v roce 2004 hnutí kandidovalo v koalici s SOS v Ústeckém kraji. Společná kandidátka obdržela 0,53 % hlasů, a nezískala tak žádný mandát.

#### 2008
V krajských volbách v roce 2008 kandidovalo hnutí v rámci Koalice pro Karlovarský kraj, kterou HNHRM tvořilo spolu s KDU-ČSL. Tato koalice obdržela 5,93 % hlasů a HNHRM získalo 3 mandáty.

#### 2012
V krajských volbách v roce 2012 hnutí kandidovalo samostatně v Karlovarském kraji a v rámci koalice Hnutí PRO! kraj v Ústeckém kraji. V Karlovarském kraji obdrželo HNHRM 9,09 % hlasů a 5 mandátů. V Ústeckém kraji koalice Hnutí PRO! kraj obdržela 8,15 % hlasů a 6 mandátů.

#### 2016
V krajských volbách v roce 2016 kandidovalo HNHRM samostatně v Karlovarském kraji. Hnutí získalo 6,40 % hlasů a 3 mandáty.

#### 2020
V krajských volbách v roce 2020 kandidovalo hnutí samostatně v Karlovarském kraji. Hnutí získalo 7,29 % hlasů a 4 mandáty.

#### 2024
V krajských volbách v roce 2024 kandidovalo hnutí samostatně v Karlovarském kraji. Hnutí získalo 4,31 % hlasů, a do zastupitelstva kraje se tak vůbec nedostalo.

### Komunální volby

#### 2006
V komunálních volbách v roce 2006 HNHRM získalo samostatně 93 zastupitelů, v rámci koalic dalších 9 zastupitelů. Hnutí uspělo např. v Horním Podluží, kde získalo 48,42 % hlasů a pět mandátů. V Jiřetíně pod Jedlovou HNHRM obdrželo 45,08 % hlasů a získalo 3 mandáty, v Krajkové hnutí volilo 42,82 % voličů a HNHRM získalo 4 mandáty.

#### 2010
V komunálních volbách v roce 2010 hnutí získalo samostatně 101 zastupitelů, v rámci koalic dalších 8 zastupitelů. Nejlepších výsledků dosáhlo např. ve Všehrdech, kde získalo 54,28 % hlasů a 3 mandáty. Ve Snědovicích HNHRM získalo 52,97 % hlasů a 6 mandátů, v Ohrazenicích hnutí získalo 46,57 % hlasů a 4 mandáty.

#### 2014
V komunálních volbách v roce 2014 HNHRM získalo samostatně 135 zastupitelů, v rámci koalic dalších 11 zastupitelů. Hnutí uspělo např. v Bochově, kde obdrželo 74,88 % hlasů a 12 mandátů. V Chodově HNHRM získalo 50,98 % hlasů a 12 mandátů, v Liběšicích získalo 49,67 % hlasů a 8 mandátů.

#### 2018
V komunálních volbách v roce 2018 hnutí získalo samostatně 140 zastupitelů, v rámci koalic dalších 58 zastupitelů. V Otovicích a v Blatně hnutí obdrželo 100 % hlasů (v Otovicích získalo 7 mandátů, v Blatně 9). Hnutí uspělo např. i v Chodově, kde získalo 71,63 % hlasů a 17 mandátů.

#### 2022
V komunálních volbách v roce 2022 hnutí získalo celkem 124 zastupitelů. MHNHRM uspělo např. v Bochově, kde obdrželo 62,82 % hlasů a 10 mandátů. V Chodově hnutí získalo 57,19 % hlasů a 13 mandátů, ve Dvorcích získalo 48,01 % hlasů a 4 mandáty. V Dubí si hnutí o jeden mandát polepšilo, celkem získalo 3 zastupitele (16,07 % hlasů).